# Plateau van Lunda
Het Plateau van Lunda ligt in het noorden van het Afrikaanse land Angola en ligt circa 1500 meter hoog. In het noorden ligt het Kongobekken, in het noord-oosten het Mitumba-gebergte, in het oosten het Muchinga-gebergte, in het zuiden de vallei van de Zambezi, in het zuidwesten en westen gaat het plateau van Lunda over in het Bié-plateau.

## Goud
Het Plateau van Lunda is vooral bekend vanwege het goud dat er wordt gedolven. Er zijn veel jongeren die vanuit de Democratische Republiek Congo hierheen komen op zoek naar rijkdom. Ze hopen er goud te vinden en terug te kunnen keren als een rijk persoon. Vaak komen ze nooit meer terug omdat ze ofwel vermoord worden ofwel niet durven terugkeren naar hun dorp omdat ze mislukt zijn in hun doel. Deze jongeren worden ook wel "les enfants de Lunda" genoemd.